# Florian Aaron
Pour les articles homonymes, voir Aaron.
Florian Aaron (Florian Aron), né le 21 janvier 1805, à Rod, județ de Sibiu, Transylvanie et mort à Bucarest, le 12 juillet 1887, est un historien et écrivain roumain.

## Études
Il a fait ses études à Sibiu, ensuite aux écoles de l'Église roumaine unie à Rome de Blaj, (dans la Transylvanie natale) et à Budapest.

## Vie et activité
Florian Aaron fut professeur à l'École centrale de Craiova, à l'école de Golești (où il enseignait le latin), au collège Saint-Sava de Bucarest et ensuite, à l'université de Bucarest. Au collège Saint-Sava de Bucarest, Florian Aaron a été l'un des professeurs de Nicolae Bălcescu. Il y a propagé les idées de l'École transylvaine (Școala Ardeleană), en Valachie. Il a participé à la Révolution de 1848.
Parmi les premiers, il a souligné la nécessité de la connaissance de l'histoire nationale. 
Avec Georg Hill, il a fondé le premier quotidien du pays : România, en 1837.

## Œuvres
- Idee repede de istoria prințipatului Țării Românești (3 volumes), 1835 - 1838, (Idée rapide de l'histoire de la Principauté de la Valachie).
- Istoria lumii, 1845, (L'Histoire du monde).